# Asaphes siciformis
Asaphes siciformis är en stekelart som beskrevs av Xiao och Huang 2000. Asaphes siciformis ingår i släktet Asaphes och familjen puppglanssteklar. Inga underarter finns listade.